# Pinus chiapensis
Pinus chiapensis (Martínez) Andresen – gatunek drzewa iglastego z rodziny sosnowatych (Pinaceae). Występuje w meksykańskim stanie Chiapas i w Gwatemali, na wysokościach od 900 do 1500 m n.p.m. Sosna introdukowana w Kolumbii, Brazylii, Queensland (Australia) i południowej Afryce.

## Morfologia
LiścieSzpilki zebrane po 5 na krótkopędach.

## Systematyka i zmienność
Pozycja gatunku w obrębie rodzaju Pinus:
- podrodzaj Strobus
  - sekcja Quinquefoliae
    - podsekcja Strobus
      - gatunek P. chiapensis

Wcześniej traktowano Pinus chiapensis jako odmianę sosny wejmutki – P. strobus var. chiapensis Martínez, klasyfikowaną obecnie najczęściej w randze gatunku. Martínez odróżnił tę odmianę od sosny wejmutki po ładniejszych liściach, innym rozmieszczeniu kanałów żywicznych i cięższych szyszkach tej samej wielkości.

## Zagrożenia
W 1998 r. Międzynarodowa Unia Ochrony Przyrody (IUCN) przyznała temu gatunkowi (ujmując go w randze odmiany sosny wejmutki Pinus strobus var. chiapensis) kategorię zagrożenia VU (vulnerable) w skali całego świata, uznając za gatunek narażony na wyginięcie. W 2013 r. zmieniono klasyfikację na EN (endangered) uznając takson za zagrożony.
Głównym zagrożeniem jest nadmierna eksploatacja drzewostanu w celu pozyskania surowca drzewnego, terenów pod uprawy i degradacja siedlisk. Skutkuje to fragmentacją zasięgu i zmniejszaniem się liczby oraz liczebności populacji.